# Villebois-Lavalette
Villebois-Lavalette é uma comuna francesa na região administrativa da Nova Aquitânia, no departamento de Charente. Estende-se por uma área de 7,20 km². Em 2010 a comuna tinha 749 habitantes (densidade: 104 hab./km²).